# Усть-Орот
Усть-Оро́т — улус в Кижингинском районе Бурятии. Административный центр сельского поселения «Нижнекодунский сомон».

## География
Расположен у подножия Худанского хребта на левом берегу реки Худан (Кодун), при впадении в неё речки Орот, в 18 км к северо-западу от районного центра, села Кижинга, на республиканской автодороге 03К-010 Кижинга — Хоринск.

## Население
| 2002 | 2010 |
| ---- | ---- |
| 586  | ↗622 |

## Известные уроженцы
- Цыденова, Гунсын Аюшеевна (1909—1994)  — государственный деятель Бурят-Монгольской АССР, председатель Президиума Верховного Совета Бурят-Монгольской АССР (апрель 1941 – март 1947).